# إما بوش
إما بوش مواليد 2 أغسطس 1990 في مينسك، الاتحاد السوفيتي، هي لاعبة كرة مضرب بيلاروسية سابقة. أعلى تصنيف لها في الفردي كان 515. أعلى تصنيف لها في الزوجي كان 260.

## النهائيات

### الزوجي (4–5)
| الحصيلة | الرقم | التاريخ        | الدورة            | الأرضية | الشريك            | المنافس                                  | النتيجة               |
| ------- | ----- | -------------- | ----------------- | ------- | ----------------- | ---------------------------------------- | --------------------- |
| الفوز   | 1.    | 6 مارس 2006    | مينسك، بيلاروسيا  | سجاد    | داريا كوستوفا     | إيكاترينا دزيهاليفيتش تاتسيانا كابشي     | 1–6, 6–3, 6–2         |
| الوصافة | 1.    | 3 مارس 2008    | مينسك، بيلاروسيا  | سجاد    | كسينيا ميليفسكايا | يوليا بيجيلزيمير آنا لابوشتشينكوفا       | 4–6, 5–7              |
| الوصافة | 2.    | 23 يونيو 2008  | بريدا، هولندا     | ترابية  | لسيا تسورينكو     | دانييل هارمسن رينيه راينهارد             | انتصار سهل            |
| الفوز   | 2.    | 11 أغسطس 2008  | إيوافا، بولندا    | ترابية  | رومانا تاباك      | ليزا مارشال آنا موفسيسيان                | 6–3, 6–2              |
| الفوز   | 3.    | 15 سبتمبر 2008 | قرشي، أوزبكستان   | صلبة    | لسيا تسورينكو     | ألبينا خابيبولينا ألكسندرا كوليسنيتشينكو | 6–3, 6–1              |
| الوصافة | 3.    | 20 أكتوبر 2008 | بودولسك، روسيا    | سجاد    | داريا كوستوفا     | أناستازيا بولتوراتسكايا لسيا تسورينكو    | 6–7(7–9), 6–1, [3–10] |
| الفوز   | 4.    | 2 مارس 2009    | مينسك، بيلاروسيا  | سجاد    | داريا كوستوفا     | فيتاليا دياتشينكو إيوجنييا باشكوفا       | 6–1, 4–6, [10–8]      |
| الوصافة | 4.    | 30 مارس 2009   | أنطاليا، تركيا    | صلبة    | ماريا زهاركوفا    | صوفيا كفاتسابايا أفجوستا تسيبيشفا        | 4–6, 6–4, [8–10]      |
| الوصافة | 5.    | 20 أبريل 2009  | ألماتي، كازاخستان | صلبة    | إيوجنييا باشكوفا  | تتيانا أريفيفا اناستاسيا ليتوفشنكو       | 4–6, 4–6              |

## روابط خارجية
- إما بوش على موقع رابطة محترفات التنس (الإنجليزية)
- إما بوش على موقع الاتحاد الدولي لكرة المضرب (الإنجليزية)
- إما بوش على موقع كأس بيلي جين كينغ (الإنجليزية)
- إما بوش على موقع خلاصة التنس.كوم (الإنجليزية)